# Eva Ayllón
Eva Ayllón, pseudonimo di María Angélica Ayllón Urbina (Lima, 7 febbraio 1956), è una cantante e compositrice peruviana una delle più importanti musiciste afro-peruviane del Perù e una delle leggende viventi più longeve del paese. Detiene il record della maggior parte delle nomination senza una vittoria con sei nomination al Latin Grammy Awards come miglior album folk.

## Biografia
La Ayllón adottò il nome d'arte "Eva" dalla nonna materna, che la iniziò alla vocalizzazione all'età di tre anni. Da bambina e adolescente Eva Ayllón ha cantato nelle competizioni scolastiche e più tardi in televisione e in radio. Durante i primi anni '70, Eva apparve in molti gruppi musicali di música criolla (localmente chiamati "peñas criollas") come Rinconcito Monsefuano, La peña de los Ugarte, Los Mundialistas o Callejón e Los Kipus. Eva ha cantato come voce solista in questo trio popolare dal 1973 al 1975, lasciando infine il gruppo per perseguire una carriera da solista. Nel 1979 ha iniziato a fare tournée a livello internazionale, con presenze in Europa, Stati Uniti, Canada e Giappone e da allora la sua musica e le esibizioni dal vivo sono richieste con frequenza annuale in occasione di eventi musicali internazionali. Nel 1989 Ayllón fu invitata ad unirsi a Los Hijos del Sol (I Figli del Sole), un supergruppo fatto di star musicali peruviane, sviluppato dal produttore Ricardo Ghibellini nel tentativo di promuovere la musica peruviana attraverso spettacoli e incisioni.
Eva ha pubblicato il suo primo album americano, Eva! Leyenda Peruana, su Times Square Records nel 2004. Da allora, la sua presenza musicale continua ad espandere i confini. Nel suo impegno ad ampliare la consapevolezza della cultura afro-peruviana, Eva Ayllón cambiò la sua residenza da Lima, in Perù, al New Jersey, nello stesso anno. Leyenda Peruana ha ottenuto lodi e riconoscimenti a diverse latitudini e in Germania ha ricevuto il Critic's Choice Award per la migliore registrazione tradizionale. Il gruppo sta per iniziare un altro tour negli Stati Uniti e in Europa per presentare in nuove città e in nuovi paesi la musica di Ayllon.
Nel gennaio 2007 Eva è stata onorata con un seggio tra i giudici del più grande festival musicale dell'America Latina, il "Festival De Viña del Mar" cileno. Ad aprile, Ayllón ha pubblicato una registrazione in DVD dal vivo intitolata Live from Hollywood.
Ha prodotto oltre 20 dischi ed è stata nominata sette volte per il Latin Grammy. La sua ultima uscita "Eva Ayllon Celebra 40 Años Cantandole Al Peru", è una raccolta dei suoi più grandi successi e rivisita gli stili musicali che ha interpretato negli ultimi quarant'anni. Nel 2008 si è esibita presso una Carnegie Hall esaurita l'8 novembre a New York.
Nel 2014 Eva Ayllón si è esibita nel film Sebastian. Continua a fare tour e vive nel New Jersey con i suoi due figli.

## Discografia
- Kipus y Eva (Iempsa, 1977)
- Esta noche (Sonodisc 1979)
- Al ritmo de Eva Ayllón (Sono Radio, 1980)
- Señoras y señores (Sono Radio, 1981)
- Cuando hacemos el amor (Sono Radio, 1982)
- Eva Ayllón (CBS, 1983)
- Eva Ayllón en escena (CBS, 1984)
- Para mi gente (CBS, 1985)
- Para Todos (CBS, 1986)
- Huellas (CBS, 1987)
- Landó de la vida y yo (Sono Radio, 1989)
- Eva siempre Eva (Sono Sur, 1990)
- Concierto de gala en vivo (Discos Independientes, 1992)
- Gracias a la vida (Discos Independientes, 1993)
- Para tenerte (Discos Independientes, 1994)
- 25 años, 25 éxitos (Discos Independientes, 1995)
- Ritmo color y sabor (Discos Independientes, 1996)
- Amanecer en ti (Discos Independientes, 1998)
- Juntos llevamos la Paz (Pro Estudios, 1999)
- 30 años en Vivo (Iempsa, 2000)
- Eva (Sony 2002)
- Eva! Leyenda Peruana (Times Square Records, 2004)
- Live From Hollywood DVD (NIDO Entertainment, 2007)
- Kimba Fá (Times Square Records, 2008)
- Canta A Chabuca Granda (SURA MUSIC S.R.L, 2009)
- Celebra 40 Años Enamorada Del Perú (11 y 6 Discos, 2010)
- 2012 - Eva Ayllón + Inti-Illimani Histórico (con Inti-Illimani Histórico)